# Yukar
Los Yukar (ユーカ ラ) son sagas ainu que forman una larga tradición de la literatura oral en esta lengua. En los períodos de grandes epopeyas los hacían hombres y mujeres; durante los siglos XIX y principios del XX, cuando la cultura ainu estaba decayendo, las mujeres tomaron el relevo. El Dr. Kyōsuke Kindaichi los recogió y tradujo al japonés.
Los cuentos describen mundos flotantes con  "Ainu Mosir", o la tierra de los humanos (en contraposición a "Kamui Mosir" o la tierra de los dioses), que descansa a las espaldas de un gran pez cuyos movimientos causan los terremotos.
En agosto de 2006, el diario japonés Asashi Shimbun anunció en un artículo que el Organismo de Actividades Culturales (BUNKACHO) de Japón abandonaría en 2007 el financiamento del proyecto de traducción de "Kan-Nari Nota Matsu" ("金成マツノート"), de 92 historias yukar traducidas al romaji con el décimo cuento perdido y 49 cuentos sin traducir. Se dice que fue debido a la muerte del activista ainu Shigeru Kayano en mayo de 2006.
En 1999 un grupo multinacional de educadores y traductores iniciaron el proyecto "U-e-peker" con intención de traducir al inglés los cuentos ainus, y se han publicado ya dos libros de Shigeru Kayano ("The Ainu: A Story of Japan's Original People (Tuttle Publishing 2004)", "The Ainu and the Fox (RIC Publications 2006)". Futuros proyectos incluyen la publicación de una versión ilustrada de " Ainu Shin'yōshū"  ("アイヌ神謡集"), una antología de cuentos de tradición oral ainu traducidos al japonés por primera vez por Chiri Yukie (1903-1922), sobrina de Kannari Matsu, una chica que la ayudó de Kindaichi hasta su muerte a los 19 años.
Quizá el único libro de canciones épicas ainus en inglés es "Songs of Gods, Songs of Humans: The Epic Tradition of the Ainu" de Donald L. Philippi. Philippi tradujo 35 canciones cantadas por mujeres, la mayoría de Imekanu. 
En español, la colección de epopeyas ainu recopiladas por Yukie Chiri con el título Ainu Shinyōshū fue traducida en su totalidad bajo el título Cantos de dioses ainu.